# Подлесное (Крым)
Подле́сное (до 1948 года Ка́рло; укр. Підлісне, крымскотат. Qarl, Къарл) — исчезнувшее село в Бахчисарайском районе Республики Крым (согласно административно-территориальному делению Украины — Автономной). Относилось к Куйбышевскому поссовету.

## География
Село находилось в юго-восточной части района, на левом берегу верхнего течения реки Бельбек, в небольшой долине, образованной ручьём Отарчик в пределах Главной гряде Крымских гор, в пяти километрах от автомобильной трассы Бахчисарай — Ялта, в 3 километрах южнее села Новоульяновка.

## История
Поселение, которое позже назвалось Карло (встречались варианты Карлу, Карл) возникло, судя по результатам археологических раскопок, в середине VIII века, одновременно с другими окрестными поселениями, в период ослабления влияния Византии в юго-западном Крыму. Других конкретных сведений о ранней истории села археология не даёт, известно только, что населяли его христиане, потомки готов и что не позже, чем с XIII века оно входило в состав княжества Феодоро, в личные владения князей.
После падения Феодоро в 1475 году селение, вместе с землями всего княжества, включили в состав Мангупского кадылыка Кефинского эялета Османской империи. Документальное упоминание селения встречается в «Османском реестре земельных владений Южного Крыма 1680-х годов», согласно которому в 1686 году (1097 год хиджры) Карлу входил в Мангупский кадылык эялета Кефе. Всего упомянуто 34 землевладельца, из них один иудей (видимо, караим), владевших 753,5 дёнюмами земли. После обретения ханством независимости по Кючук-Кайнарджийскому мирному договору 1774 года «повелительным актом» Шагин-Гирея 1775 года селение было включено в Крымское ханство в состав Бакчи-сарайского каймаканства Мангупскаго кадылыка, что зафиксировано (как две деревни: Карло и Другой Карло: кварталы — маале большой деревни) в Камеральном Описании Крыма… 1784 года. После присоединения Крыма к России (8) 19 апреля 1783 года, (8) 19 февраля 1784 года, именным указом Екатерины II сенату, на территории бывшего Крымского Ханства была образована Таврическая область и деревня была приписана к Симферопольскому уезду. После Павловских реформ, с 1796 по 1802 год, входила в Акмечетский уезд Новороссийской губернии. Упоминается Карло в губернаторских документах от 3 октября 1796 года, по случаю выделения земли надворному советнику Оспурину. По новому административному делению, после создания 8 (20) октября 1802 года Таврической губернии, Карло был включён в состав Махульдурской волости Симферопольского уезда.
По Ведомости о всех селениях в Симферопольском уезде состоящих с показанием в которой волости сколько числом дворов и душ… от 9 октября 1805 года, в деревне Карасо в 20 дворах числилось 106 крымских татарина, (на военно-топографической карте генерал-майора Мухина 1817 года дворов также 20). После реформы волостного деления 1829 года Карлу, согласно «Ведомости о казённых волостях Таврической губернии 1829 года», отнесли к Байдарской волости.
Именным указом Николая I от 23 марта(по старому стилю) 1838 года, 15 апреля был образован новый Ялтинский уезд и деревню передали в состав Богатырской волости. На карте 1836 года в деревне 54 двора, как и на карте 1842 года.

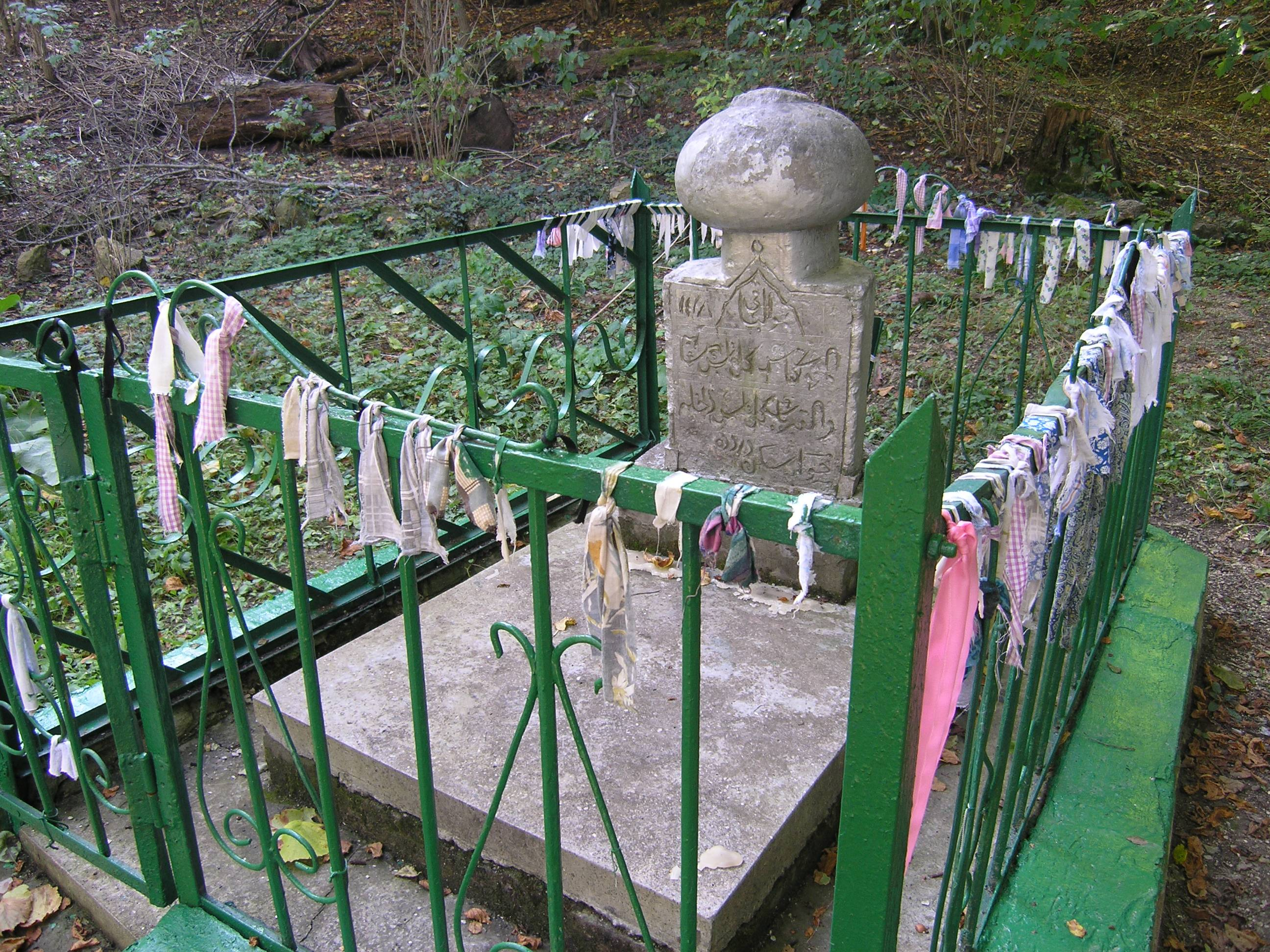
Карло-Азис (могила святого), бывшее село Карло (Подлесное), Бахчисарайский район, Крым.

В 1860-х годах, после земской реформы Александра II, деревня осталась в составе преобразованной Богатырской волости. Согласно «Списку населённых мест Таврической губернии по сведениям 1864 года», составленному по результатам VIII ревизии 1864 года, Карло — казённая татарская деревня с 47 дворами, 239 жителями и 2 мечетями при колодцах (на трёхверстовой карте Шуберта 1865—1876 года дворов обозначено 50). На 1886 год в деревне Карло при урочище Бахалы, согласно справочнику «Волости и важнѣйшія селенія Европейской Россіи», проживало 254 человека в 41 домохозяйстве, действовала мечеть. В Памятной книге Таврической губернии за 1889 год, по результатам X ревизии 1887 года, в Карло записано 59 домов и 297 жителей (на подробной карте 1890 года в Курлу указаны 60 дворов с крымскотатарским населением).
После земской реформы 1890-х годов деревня осталась в составе Богатырской волости. Согласно «…Памятной книжке Таврической губернии на 1892 год», в деревне Карло, входившей в Фотисальское сельское общество, было 345 жителей в 50 домохозяйствах, владевших 132 десятинами собственной земли. По «…Памятной книжке Таврической губернии на 1900 год» в деревне Карно числилось 477 жителей в 51 дворе, владевших 132 десятинами в личном владении отдельно каждого домохозяина под фруктовым садом, сенокосами и пашнями. По Статистическому справочнику Таврической губернии. Ч.II-я. Статистический очерк, выпуск восьмой Ялтинский уезд, 1915 год, в селе Карло Богатырской волости Ялтинского уезда, числилось 56 дворов с татарским населением в количестве 380 человек приписных жителей и 7 — «посторонних». Во владении была 231 десятина земли, с землёй были 46 дворов и 10 безземельных. В хозяйствах имелось 40 лошадей, 18 волов, 40 коров, 75 телят и жеребят и 50 голов мелкого скота.
После установления в Крыму Советской власти, по постановлению Крымревкома от 8 января 1921 года была упразднена волостная система и село вошло в состав Коккозского района Ялтинского уезда (округа). Постановлением Крымского ЦИК и Совнаркома от 4 апреля 1922 года Коккозский район был выделен из Ялтинского округа и сёла переданы в состав Бахчисарайского района Симферопольского округа. 11 октября 1923 года, согласно постановлению ВЦИК, в административное деление Крымской АССР были внесены изменения, в результате которых округа (уезды) были ликвидированы, Бахчисарайский район стал самостоятельной единицей и село включили в его состав. Согласно Списку населённых пунктов Крымской АССР по Всесоюзной переписи 17 декабря 1926 года, в селе Карло Отарчикского сельсовета Бахчисарайского района имелось 95 дворов, все крестьянские, население составляло 377 человек (191 мужчина и 180 женщин). В национальном отношении учтено: 376 татар и 1 русский. В 1935 году в примерных границах бывшего Коккозского района был образован Фотисальский район, в том же году (по просьбе жителей), переименованный Куйбышевский, в состав которого включили Карло. По данным всесоюзной переписи населения 1939 года в селе проживало 338 человек.
После освобождения Крыма во время Великой Отечественной войны, согласно Постановлению ГКО № 5859 от 11 мая 1944 года, 18 мая крымские татары Карло были выселены в Среднюю Азию. На май того года в селе учтено 422 жителя (115 семей), из них 419 человек крымских татар, 3 русских и 15 украинцев; было принято на учёт 80 домов спецпереселенцев. 12 августа 1944 года было принято постановление № ГОКО-6372с «О переселении колхозников в районы Крыма», по которому в район из сёл УССР планировалось переселить 9000 колхозников и в сентябре 1944 года в район приехали первые новоселы (2349 семей) из различных областей Украины, а в начале 1950-х годов, также с Украины, последовала вторая волна переселенцев. С 25 июня 1946 года в составе Крымской области РСФСР. Согласно указу Президиума Верховного Совета РСФСР 18 мая 1948 года селу присвоили новое имя — Подлесное. 26 апреля 1954 года Крымская область была передана из состава РСФСР в состав УССР. В декабре 1962 года Куйбышевский район упразднили и Подлесное отнесли к Бахчисарайскому, тогда же сельсоветы укрупнили, подчинив село Куйбышевскому поссовету. Ликвидировано в период с 1977 года, поскольку на 1 января того года Подлесное ещё записано в составе Куйбышевского поссовета и 1985 годом, поскольку в опубликованных актах после этой даты село не упоминается.

## Динамика численности населения
| - 1805 год — 106 чел. - 1864 год — 239 чел. - 1886 год — 254 чел. - 1889 год — 297 чел. - 1892 год — 345 чел. | - 1900 год — 477 чел. - 1915 год — 380/7 чел. - 1926 год — 377 чел. - 1939 год — 338 чел. - 1944 год — 422 чел. |